# کازرتا
شهر  کازرتا (ایتالیایی: Caserta؛ [kaˈzɛrta] ())   با جمعیت  ۷۸٬۷۲۷ نفر  در استان کازرتا در ناحیهٔ کامپانیای کشور ایتالیا واقع شده‌است.